# Coniopteryx falciger
Coniopteryx falciger är en insektsart som beskrevs av Heinrich Hugo Karny 1923. Coniopteryx falciger ingår i släktet Coniopteryx och familjen vaxsländor. Inga underarter finns listade i Catalogue of Life.